# Yaoundé
Yaoundé er hovedstaden i Cameroun, og er med sine 2.440.462(2012) indbyggere landets anden største by efter havnebyen Douala.